# Bibelstunde
Die Bibelstunde ist eine dem gemeinschaftlichen Bibelstudium dienende Veranstaltung von Kirchen sowie Gemeinschaften freikirchlicher, pietistischer sowie erwecklicher Tradition oder auch von einzelnen Bibelkreisen. Andere Namen für Bibelstunde sind Bibelbesprechstunde und Bibelgesprächskreis.

## Geschichte
Bereits die Reformatoren hatten für die Gemeinde eine intensive Beschäftigung mit der Bibel gefordert. So schlug Luther in seiner Schrift Von der Ordnung des Gottesdienstes in der Gemeinde 1523 tägliche Zusammenkünfte vor, in denen fortlaufend biblische Bücher ausgelegt werden sollten. Zwingli und Calvin boten in ihren Kirchen Bibelunterricht auf hohem theologischen Niveau an. Auch die Täuferbewegung betrieben in ihren Gemeinden die gemeinschaftliche Arbeit an der Bibel. Allerdings gelang es erst dem Pietismus, das gemeinsame Bibelstudium zu einem unerlässlichen Bestandteil gemeindlichen Lebens zu machen. In Württemberg entstand die sogenannte Stunde, die sich schnell in der süddeutschen Region verbreitete und von dort als feste Einrichtung durch auswandernde Siedler nach Russland und auf den Balkan mitgenommen wurde. Hier wurde die Stunde beziehungsweise Bibelstunde zum besonderen Merkmal der Protestanten. Man bezeichnete sie nach ihrer Bibelstundenpraxis als Stundisten (russ. Stundisty).
In der Erweckungsbewegung des 19. Jahrhunderts wird die Bibelstunde zum Ausgangspunkt der geistlichen Erneuerung. Während viele pietistische Kreise sich im sonntäglichen Gottesdienst der kirchlichen Wort- und Sakramentsverwaltung unterstellten, waren die wöchentlich und oft auch täglich stattfindenden Bibelstunden Freiräume, in denen auch Laien zu Wort kamen. Stundenhalter und Bibelboten zogen von Ort zu Ort und verkündigten hier anhand der Bibel ihre erweckliche Botschaft. Anders als im Sonntagsgottesdienst waren in der Bibelstunde Rückfragen erlaubt und das vertiefende Gespräch und die theologische Diskussion sogar gewünscht.
Die offiziellen Kirchen bekämpften an vielen Orten die sich ausbreitende Bibelbewegung als Konventikel-Unwesen. Andere Kirchen nutzten diese Impulse des Pietismus und der Erweckungsbewegung und machten die Bibelstunde zum festen Programmpunkt ihrer Gemeindearbeit.

## Ablauf einer traditionellen Bibelstunde
Für die Bibelstunde gibt es keine festgelegte Struktur; in der Regel hat sich aber folgender Ablauf entwickelt: Nach einer kurzen Begrüßung, einem gemeinsam gesungenen Lied und einem Eingangsgebet gibt der Versammlungsleiter eine Einleitung zu dem zu besprechenden Bibeltext. Danach wird ermutigt, Rückfragen zu stellen. In einem vierten Teil wird anschließend anhand von Fragen und ergänzenden Beiträgen das Verständnis des Bibelabschnitts vertieft. Freie Gebete – oft auch eine Gebetsgemeinschaft – schließen die Bibelstunde ab.

## Entwicklungen
In neuerer Zeit liegt der Schwerpunkt der Bibelstunde eher beim gemeinsamen Erarbeiten des Textes. In vielen Gemeinden und Gemeinschaften lebt sie heute in der Form der überschaubaren Hauskreise weiter.
Andere Kirchen (speziell Freikirchen) haben in Anlehnung an das Sonntagschulsystem im englischsprachigen Raum ein spezielles Gemeindebibelschulprogramm entwickelt, in dem biblische Erzählungen und Texte, Themen und Alltagsfragen anhand eines Lehrheftes in Kleingruppen behandelt werden.

## Schülerbibelkreis
Ein Schülerbibelkreis, auch SBK oder Schübi, ist eine Gruppe von christlichen Schülern, die sich in der Schulzeit treffen, um ihren Glauben durch Gebet und die Lektüre der Bibel zu vertiefen. Schülerbibelkreise werden in der Regel informell von den Schülern selbst geleitet, oft abwechselnd. Als Vertretung gegenüber der Schulleitung bestimmt ein Schülerbibelkreis gewöhnlich durch einen informellen Konsens oder ein formales demokratisches Wahlverfahren eine Person aus ihrer Mitte, die oft auch gewisse Leitungsfunktionen hat.
Im Gegensatz zu Hauskreisen, gehören Schülerbibelkreise in der Regel nicht zu einer Gemeinde oder Konfession und setzen sich gewöhnlich aus Mitgliedern verschiedener Konfessionen zusammen. Einige sind völlig autonom, andere werden durch überkonfessionelle zielgruppenspezifische Netzwerke wie Studentenmission in Deutschland (SMD), die Navigatoren oder Vereinigte Bibelgruppen unterstützt, die oft eine gemäßigt evangelikale Richtung vertreten. Diese Netzwerke helfen durch Studienmaterial und durch einen losen Kontakt mit erfahrenen Ansprechpartnern (oft ehemalige Mitglieder von Schülerbibelkreisen), haben jedoch keine eigentlichen Leitungsfunktionen. Alleine die SMD betreut dabei ca. 600 Schülerbibelkreise an Schulen überall in Deutschland.
Das Programm wird von den Schülern selbst bestimmt, die Schwerpunkte können bei fortlaufendem Bibelstudium, themenzentriertem Bibelstudium oder Diskussionsrunden liegen. Neben dem Bibelstudium und Gebet spielt oft der persönliche Austausch eine wichtige Rolle. Durch die überkonfessionelle Ausrichtung spielen konfessionsspezifische theologische Fragen kaum eine Rolle, wesentlich sind Themen des christlichen Lebens im Schüleralltag. Manche Schülerbibelkreise sind missionarisch aktiv durch Freundschafts-Evangelisation, Plakataktionen oder Schulgottesdienste.